# Pećka mitropolija
Pećka mitropolija, eparhija Crnogorske pravoslavne Crkve od 1912. do 1918. godine.
Crnogorci su 1912. tijekom Prvoga balkanskoga rata oslobodili dio Kosova, ukljućujući grad Peć i Manastir Pećku Patrijaršiju, koji je odabran za sjedište nove, treće po redu eparhije Crnogorske pravoslavne Crkve.
Mitropolit te eparhije je bio Gavrilo Dožić. 
Eparhiju su sačinjavali su je protoprezviterijati: pećki, beranski, bjelopoljski i pljevaljski.
Eparhija je nakon ukidanja Crnogorske pravoslavne Crkve postojala do 1931. kada je arondirana - priključena drugim eparhijama SPC.